# Kapelle St. Rochus (Schwabmühlhausen)

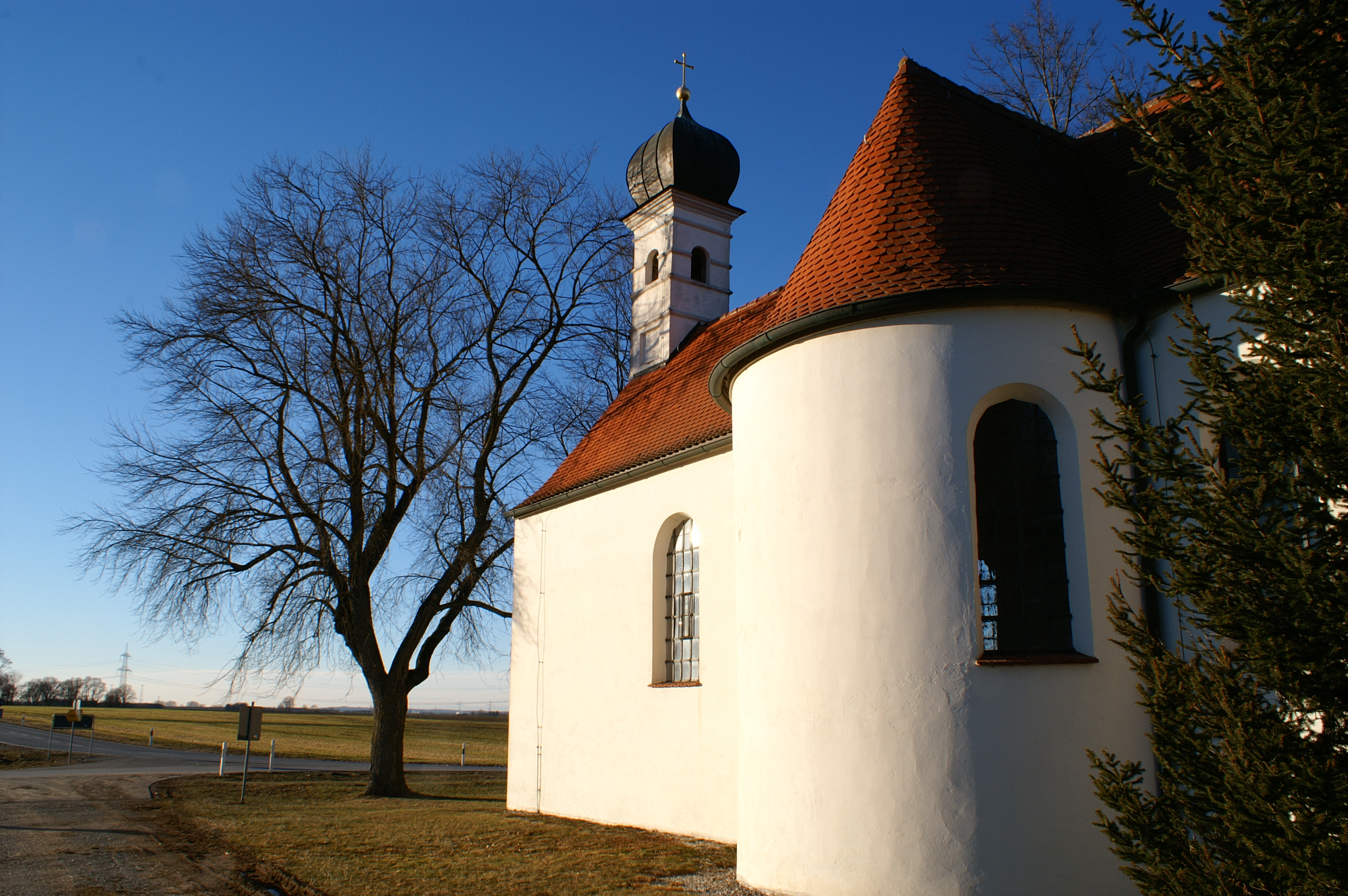
Kapelle St. Rochus in Schwabmühlhausen

Die römisch-katholische Kapelle St. Rochus steht in Schwabmühlhausen, einem Gemeindeteil von Langerringen im schwäbischen Landkreis Augsburg in Bayern. Das Bauwerk ist in der Liste der Baudenkmäler in Langerringen als Baudenkmal unter der Nr. D-7-72-170-31 eingetragen. Die Kapelle trägt das Patrozinium des Rochus von Montpellier.

## Beschreibung
Die Saalkirche besteht aus einem im Kern um 1605  gebauten Langhaus, an das 1719 von Michael Stiller zwei halbrund geschlossene Anbauten in der östlichen Achse des Langhauses und ein eingezogener, halbrund geschlossener Chor im Osten errichtet wurden. Aus dem Satteldach des Langhauses erhebt sich im Westen ein quadratischer Dachreiter, der mit einer Zwiebelhaube bedeckt ist. Der Innenraum des Langhauses ist mit einer Flachdecke überspannt, der des Chors mit einem Tonnengewölbe. Der in der ersten Hälfte des 18. Jahrhunderts aufgestellte Hochaltar ist mit Statuen der Maria und des Rochus von Montpellier umgeben, die um 1500 entstanden sind, und die dem Meister von Blutenburg zugeschrieben werden.